# B. J. Armstrong
Pour les articles homonymes, voir Armstrong.
Benjamin Roy "B.J." Armstrong, Jr, né le 9 septembre 1967 à Détroit, Michigan, est un ancien joueur américain de basket-ball. Il a évolué en National Basketball Association sous les couleurs des Bulls de Chicago durant la dynastie des Bulls dans les années 1990. Armstrong mesure 1,88m et jouait au poste de meneur.

## Biographie
B.J. Armstrong est choisi en 18e position lors de la Draft 1989 de la NBA par les Bulls de Chicago.
Après la fin de sa carrière de joueur en 2000, il travaille comme assistant administratif pour les Chicago Bulls, puis comme consultant pour ESPN, et devient agent pour les joueurs de NBA. Derrick Rose, le nouveau jeune prodige de son ancienne équipe des Bulls, fait partie de ses clients.
Anecdote : Armstrong portait aux Bulls le no 10, et a continué à le porter même après que l'équipe ait retiré celui-ci en 1994 en l'honneur de Bob Love. Après le retour de Michael Jordan en 1995, l'équipe des Bulls comptait donc dans ses rangs deux joueurs en activité portant un maillot retiré (Jordan ayant repris son no 23 pendant les playoffs, après avoir porté à son retour le no 45).

## Palmarès
- Champion NBA : 1991, 1992, 1993
- Meilleur tireur à 3-points de la NBA en  1993 (45,3 %)
- All-Star NBA en 1994 (11 points - 4 passes décisives)

## Transactions
- Sélectionné par les Bulls de Chicago au 18e rang du 1er tour de la draft de 1989.
- Sélectionné par les Raptors de Toronto à la "NBA expansion draft" (1er choix) le 24 juin 1995.
- Transféré aux Warriors de Golden State contre Victor Alexander, Carlos Rogers et les droits de draft sur Martin Lewis, Michael McDonald et de Dwayne Whitfield le 18 septembre 1995.
- Transféré aux Hornets de Charlotte contre Muggsy Bogues et Tony Delk le 11 novembre 1997.
- Transféré avec Glen Rice et J. R. Reid aux Lakers de Los Angeles contre Eddie Jones et Elden Campbell le 10 mars 1999.
- Laissé libre par les Lakers le 10 mars 1999.
- Signe au Magic d'Orlando le 14 mars 1999.
- Signe aux Bulls de Chicago le 30 août 1999.